# Horní Maršov
Horní Maršov é uma comuna checa localizada na região de Hradec Králové, distrito de Trutnov‎.